# اللغة التسوانية

خارطة جنوب أفريقيا وتظهر اللون أخضر الذين يتحدثون لغة بوتسوانا.

اللغة تسوانية أو اللغة السيستوانية (بالتسوانية: Setswana)، هي لغة بانتو تنتمي إلى عائلة اللغات النيجرية الكنغوية يتوزع متحدثوها في منطقة أفريقيا الجنوبية، ويتحدث نحو 4 ملايين نسمة، ومنها مليونا نسمة في جمهورية بوتسوانا.

## وصلات خارجية
- Map of Tswana language from the LL-Map Project
- Peace Corps Botswana: An Introduction to the Setswana Language
- Setswana: Grammar Handbook. Peace Corps Language Handbook Series